# Almohadekalifatet
Almohadekalifatet, Imweḥḥden, (af det arabiske الموحدون, el-Muwahhidun, det vil sige "monoteisterne"), var et muslimsk dynasti, der blev grundlagt i ellevehundredtallet  i det nordlige Afrika og som bredte sig til Libyen i øst og Andalusien i nord.

## Historie
Dynastiet  stammer fra Ibn Tommeart, som var medlem i en berberstamme i Atlasbjergene i Marokko. Ibn Tommeart var søn af en lampetænder i en moské og var fra de unge år kendt for sin stærke tro. Han var lille og vanskabt og levede som tigger og tilbeder af Allah.
Allerede som ung gennemførte han hajj til Mekka men blev afvist på grund af sin strenge kritik af de øvriges slappe vaner. Han begav sig da til Bagdad, hvor han blev elev i en ortodox skole. Han skabte sit eget  religiøse system, hvor Allah er én og ikke en del af en polyteistisk religion. Ibn Tommeart repræsenterede en revolte mod hvad han anså være antropomorfistiske indslag i den muslimske religion.

## Erobring
Efter han 28 år gammel vendte tilbage til Maghreb begyndte han at proklamere og lede skarpe angreb mod vinhandlere og andre, som i hans øjne levede et sædesløst liv. Han angreb til og med  Amir Ali IIIs søster for at hun gik på gaderne i Fez uden slør på samme måde som berberkvinderne. Ali lod ham være uden straf.
Da han var blevet forvist fra flere byer, søgte Ibn Tommeart tilflugt hos sin egen stamme i Atlasbjergene. Det er sandsynligt, at hans indvirkning havde ophørt ved hans død 1128, hvis det ikke havde været for løjtnanten, Abd el-Mu'min, som også var berber. Abd el-Mu'min holdt hans død hemmelig i to år, mens han opbyggede sin indflydelse. Han fremtrådte derefter som Ibn Tommearts militære leder og udbredte sin magt i Nordafrika, helt til Egypten. Han blev emir i Marrakech, invaderede Andalusien og gjorde 1170 Sevilla til hovedstad, og byggede der,  i 1184, den store moské med sin minaret, siden klokketårn, Giralda.
Senere styredes Andalusien gennem lokale befalingsmænd. Besiddelserne udenfor Marokko betragtedes som provinser. Da deres emirer krydsede Gibraltarstrædet var det for at lede en jihad mod de kristne, for at siden at vende tilbage til hovedstaden Marrakesh. I begyndelsen tvang de mange kristne og jøder at flygte til Portugal, Kastilien og Kongeriget Aragonien, men efterhånden blev styret mindre fanatisk.
Den førende lokale befalingsmand var Yaqub el-Mansur (1184–1199), som var en fremstående kriger og en mand som skrev godt arabisk, var kunstelsker og som blev kendt som beskytter af filosofen Averroës. Titlen el-Mansur, Sejrherren, fik han efter sejren over Alfons 8. af Kastilien efter slaget ved Alarcos 19. juli 1195.
De følgende år invaderede hans tropper Extremadura og Tajodalen og hele området omkring Toledo.
Efter hans død blev hans efterfølger efter nogle succeser i begyndelsen, besejret af en alliance bestående af fyrsterne i Kastilien, Aragón, Navarra og Portugal. Dette var afslutningen på den almohadiske dominans. De mistede næsten alle besiddelser, Córdoba i 1236 og Sevilla i 1248. Alt, som var tilbage, var Granada som mistedes efter en intern muslimsk kamp med Nasriddynastiet, som kom til magten 1212.

## Religiøs forfølgelse
Stillet overfor valget om enten at dø eller lade sig omvende, emigrerede de fleste jøder og kristne. En del, som familien Maimonides, flygtede mod øst til mere tolerante muslimske lande. mens de fleste flygtede mod nord for at bosætte sig i de voksende kristne kongedømmer.

## Liste over Almohadekaliffer (1121–1269)
- Ibn Tommeart 1121–1130
- Abd-ul-mumin 1130–1163
- Abu Ya'qub Yusuf I 1163–1184
- Abu Yusuf Ya'qub el-Mansur 1184–1199
- Muhammad an-Nasir 1199–1213
- Abu Ya'qub Yusuf II 1213–1224
- Abd el-Wahid I 1224
- Abdallah el-Adil 1224–1227
- Yahya 1227–1235
- Idris I 1227–1232
- Abdul-Wahid II 1232–1242
- Ali 1242–1248
- Umar 1248–1266
- Idris II 1266–1269